# Aguamanil de San Mauricio de Agaune

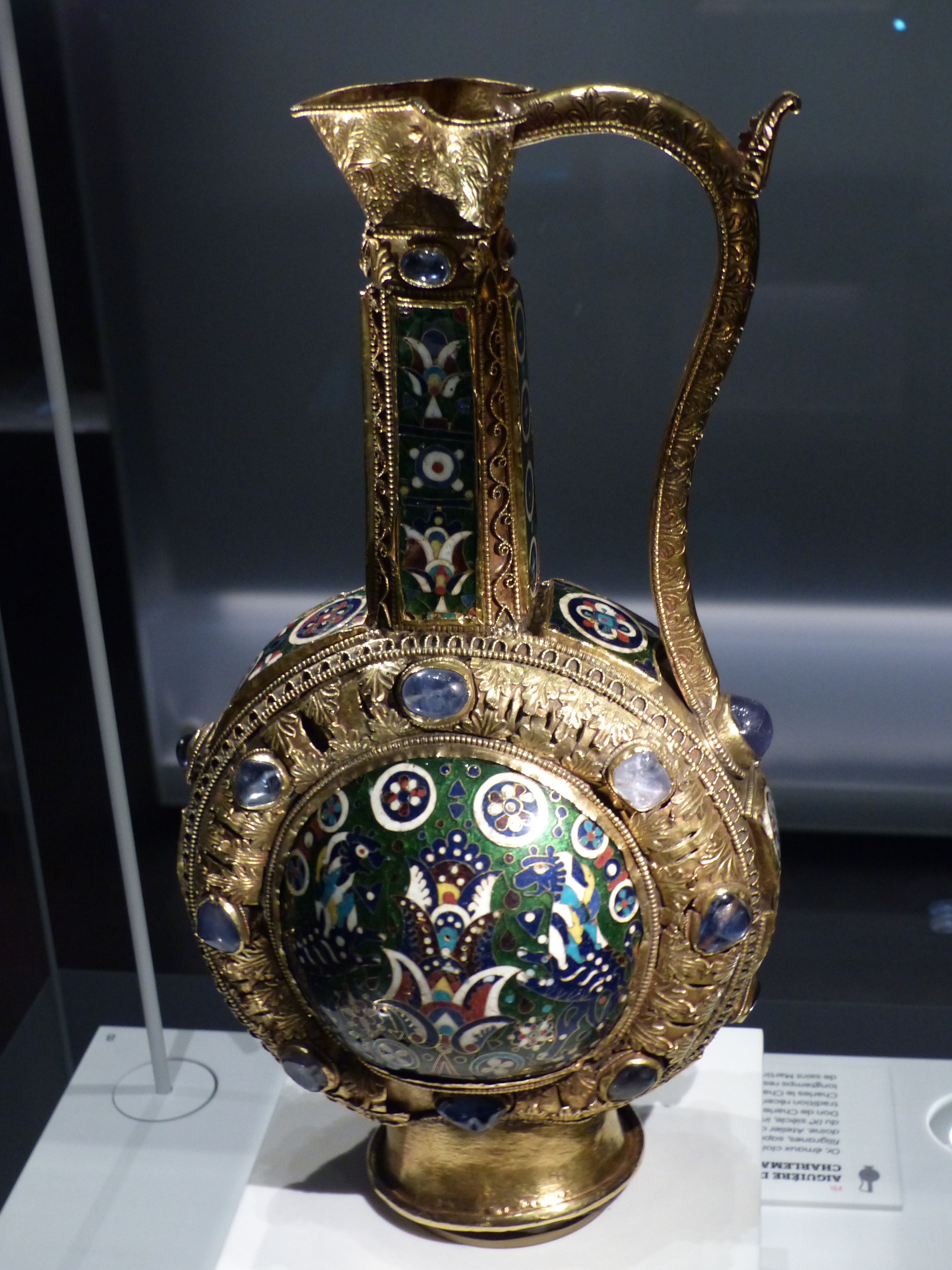
El aguamanil

El aguamanil de San Mauricio de Agauno es un relicario de oro, probablemente de origen bizantino, es uno de los numerosos tesoros encontrados en la abadía territorial de San Mauricio o el monasterio de San Mauricio Agauno. Se trata de un aguamanil esmaltado de origen altomedieval perteneciente a las reliquias de Carlomagno. Se ha especulado sobre su origen y fecha de creación. En cuanto a la llegada del aguamanil a la abadía, esta se encuentra bañada también por cierta polémica y discusión entre los historiadores. Popularmente, se ha considerado un regalo por parte de Carlomagno a la abadía, pero la teoría más contrastada y a día de hoy aceptada, considera a Carlos el Calvo, nieto de Carlomagno, donante del aguamanil a la abadía. Este pudo haberla regalado en su visita en el año 875 a su regreso de ser coronado en Roma. 

## Descripción
El aguamanil mide unos 30,3 centímetros de altura. Posee un cuerpo de forma globular sobre una base plana y con un largo cuello estrecho. Sus lados son convexos y posee una manilla ondulada. Por su forma, guarda similitudes con un tipo de jarra denominada lenticular, objetos populares en Próximo Oriente, luego extendidos a Occidente y de gran presencia en Bizancio. El principal material usado para la estructura es el oro. Cabe señalar que la base fue posiblemente reconstruida en la abadía. 
Destaca su exuberante decoración. Su cuerpo principal está adornado con filigranas en oro que lo embellecen e imitan un follaje de hojas de acantos y de bordes lobulados. Su riqueza decorativa aumenta con la incrustación de zafiros de formas irregulares, mediante la técnica del Cloisonné. El elemento más suntuoso y que más llama la atención son sus esmaltes.  Presentan una gran variedad de colores que incluyen verde, granate, rojo, blanco y amarillo perfección técnica es evidente, ya que son realizados para superficies curvas muy complejas, como la panza o el cuello.   Otra prueba de su enorme calidad es la gradación de opacidad que presentan, llegando a ser prácticamente traslúcidos o completamente opacos.

## Iconografía
En cuanto a la iconografía del aguamanil, los esmaltes que decoran la panza del cuerpo de la jarra cuentan con dos grifos con cabeza de águila enfrentados en una de sus caras, por un lado, y por otro, dos leones, también enfrentados, flanquean un árbol de loto. Se ha visto en estos motivos un origen oriental sasánida, por ejemplo por sus motivos decorativos, destacando un árbol conocido como "árbol sol" símbolo religioso iraní. Sin embargo, esto no justifica su origen oriental, pues el árbol representado difiere del árbol de loto iraní. Circundando las figuras principales, se hallan decoraciones vegetales como rosetas o flores, además de formas geométricas, que ciertamente remiten al mundo oriental. Estas formas rodean los bordes de la jarra y ascienden por el cuello. 

## Origen y fecha
La atribución y origen de esta obra es a menudo objeto de debate, incluyendo teorías que lo atribuyen a orígenes islámicos, carolingios o sasánidas. Si bien se acepta que el cuerpo estructural es producto de la artesanía carolingia del siglo IX, la controversia se ha generado en torno a los esmaltes decorativos. Distinguimos dos corrientes de hipótesis: Las que afirman que las placas esmaltadas son anteriores a la estructura de oro, frente a las que creen que ambos elementos fueron realizados al mismo tiempo a finales del siglo VIII o inicios del IX. Explicaremos únicamente las teorías más difundidas de las propuestas por el investigador Mehmet Aga-Oglu en su artículo al respecto. 
Una de las teorías más difundidas, pero menos aceptada por los investigadores, es la que relaciona todo el aguamanil con el Califa abasí Harún al-Rashid. Según este mito, toda la jarra sería de origen abasida y está demostrado que la estructura de oro es artesanía carolingia. 
Otra teoría propuesta encuentra el origen de las placas en el Kanato Ávaro, más concretamente, en un cetro. Esta hipótesis señala este territorio como un punto de conexión entre el mundo Oriental, de donde proviene su iconografía, y el mundo Occidental, donde terminan los esmaltes. En la misma línea, se propuso que los esmaltes pudieran tener su origen en Georgia. Esta teoría se apoya en la amplia tradición georgiana del esmaltado mediante cloisonné, caracterizado por su uso de colores vivos. Sin embargo, esta hipótesis es rechazada, de nuevo, por la falta de evidencia arqueológica y la calidad técnica superior de los esmaltes del aguamanil. 
Además, la historiografía ha considerado tradicionalmente los esmaltes de origen iraní, el árbol flanqueado por leones es de suma importancia, pues para algunos historiadores del arte puede ser considerado el símbolo religioso iraní, ya mencionados, asociado al “árbol del sol” o al “árbol de la vida” del arte sasánida. Por este motivo, su influencia sasánida es innegable.
Es posible que la modificación del motivo del árbol de loto iraní sea resultado de una producción bizantina. Es un motivo que parte del mundo sasánida con una ejecución claramente bizantina. Esto tiene sentido en un contexto de legitimación, ya que los motivos sasánidas gozaban de gran popularidad en el Imperio. Mediante la recuperación y reinterpretación de estos tipos iconográficos orientales a un modelo más generalizado bizantino, se trataba de dotar a esta producción artística de un mayor lujo y estatus. Estos grifos, en consecuencia, cuentan con una estética más cercana a los bizantinos que a los motivos islámicos.
Para concluir, el motivo que refuerza la veracidad de esta hipótesis, es debido a una tendencia que surge al margen del renacimiento macedónico bizantino, periodo en el que podría estar datado esta obra. De esta forma, mediante la búsqueda de una apariencia oriental, pretendían recuperar sus raíces iraníes mediante la copia de obras islámicas del siglo VIII. 
Actualmente, el aguamanil de Carlomagno se encuentra en la abadía de San Mauricio de Agauno en el cantón de Valais, Suiza. Esta región se halla en plenos Alpes suizos, entre las ciudades de Berna y Ginebra, haciendo frontera con Francia e Italia. La abadía se encuentra vinculada a la Santa Sede y forma parte de la circunscripción eclesiástica de la iglesia suiza. Es la abadía más antigua de occidente, siendo esta fundada en el año 515 d. C. por el rey Segismundo de Borgoña, quien fue el primer rey de convertirse del cristianismo arriano al cristianismo trinitario.